# Кашинский краеведческий музей
Кашинский краеведческий музей — музей города Кашина Тверской области.
Является одним из филиалов Тверского государственного объединённого музея.

## История
Кашинский краеведческий музей был основан в ноябре 1918 года и открыт для посещений 2 февраля 1919 года. Изначально музей носил название Историко-археологического музея и располагался в здании Городской думы. К открытию музея его фонд насчитывал около 5000 предметов.
С 1936 года музей располагается во Входо-Иерусалимской церкви, построенной в XVIII веке. В основу его коллекции было положено собрание предметов купца И. Я. Кункина.
В 1992 году под руководством директора музея Никоновой Веры Алексеевны была создана новая экспозиция музея.

## Экспозиция

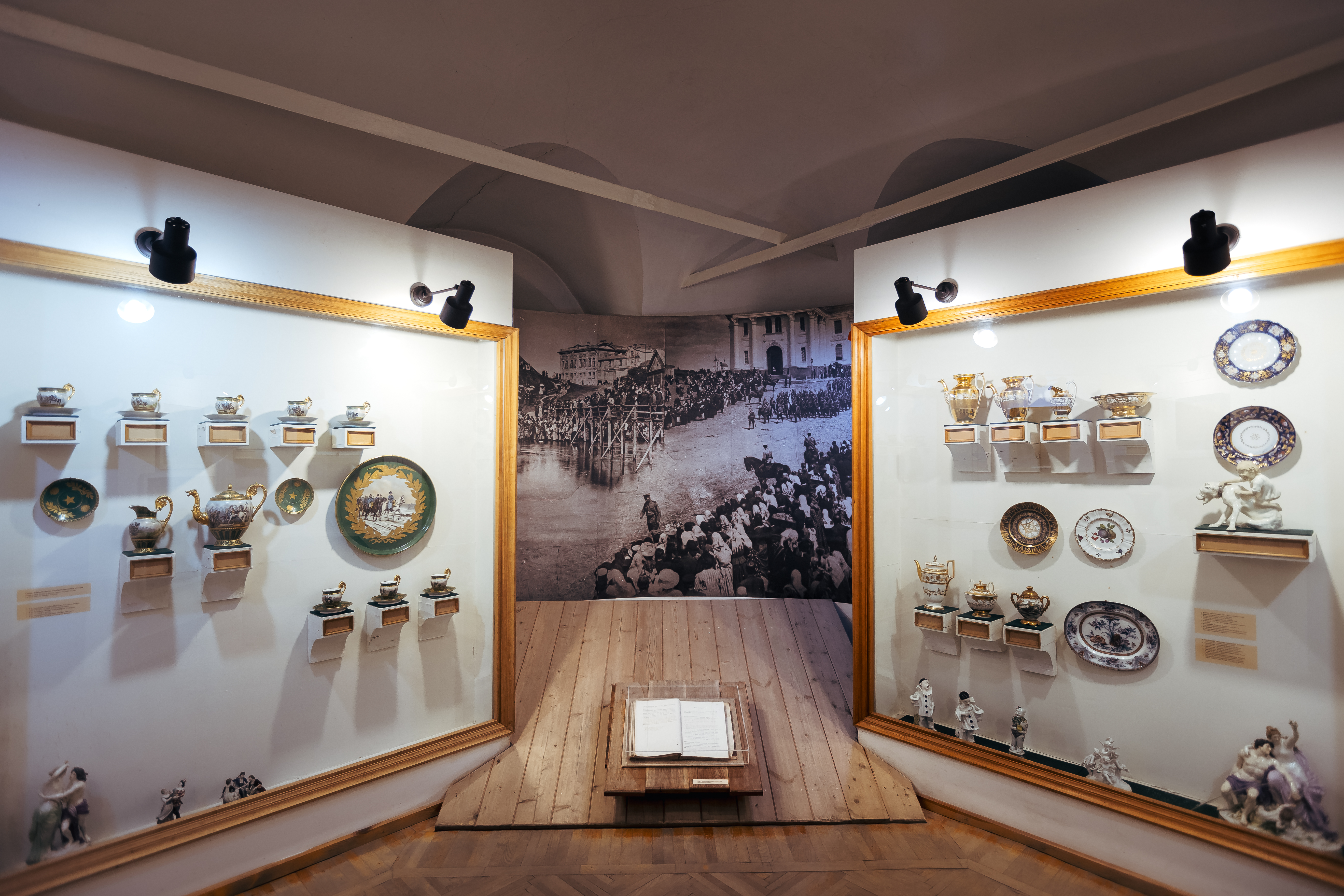
Экспозиция Кашинского краеведческого музея.

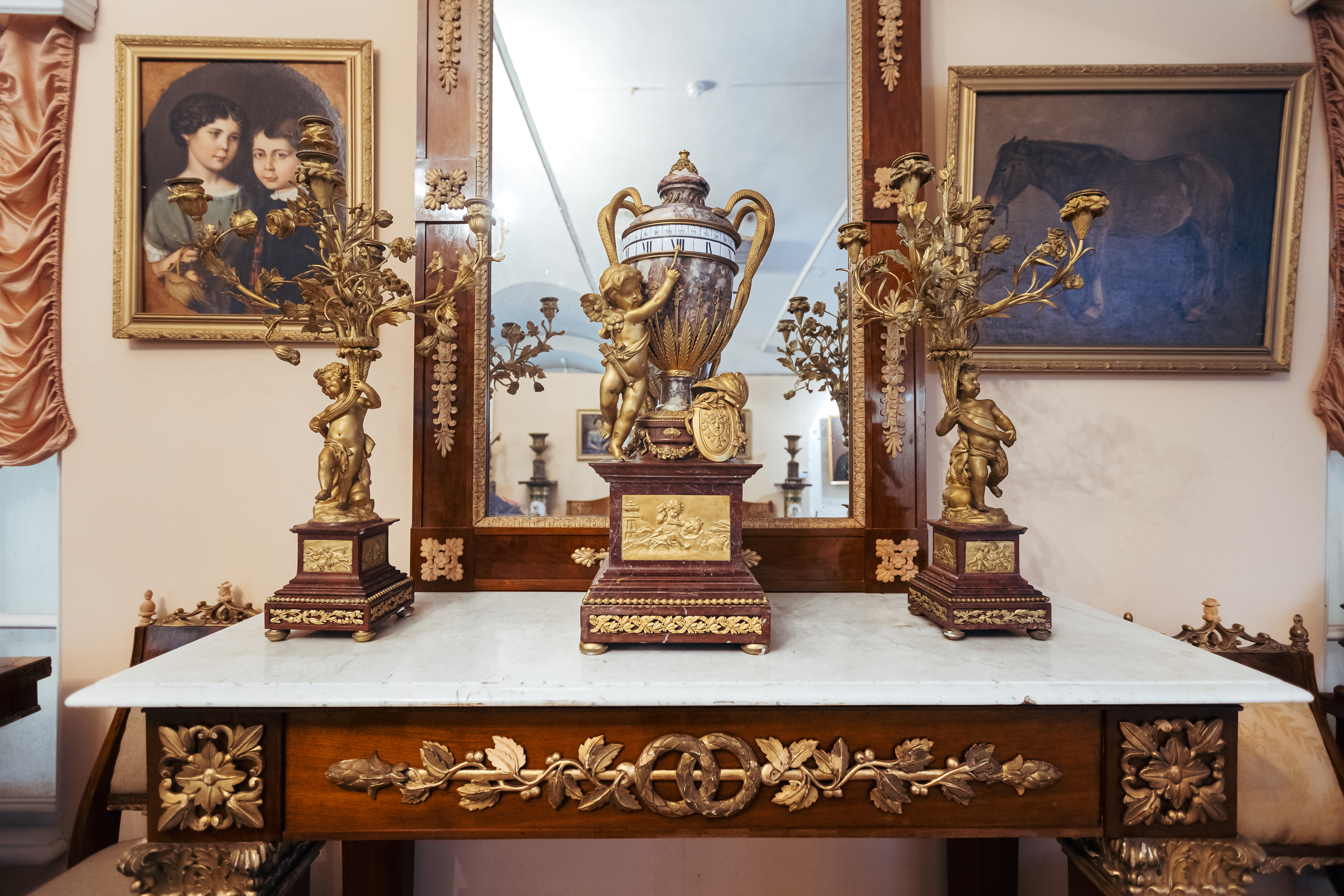
Предметы из экспозиции Кашинского краеведческого музея.

Экспозиция, размещённая на двух этажах храма, знакомит с бытом провинциального города XVIII — начала XX веков. Она выстроена таким образом, чтобы посетители смогли посетить и купеческую лавку, и дворянскую гостиную, и городскую улицу.
В собрании содержатся обширные фотопанорамы старого города Кашина, запечатлённого известным фотографов Василием Колотильщиковым (1868—1958 гг.).
В экспозиции представлена целая галерея купеческих портретов (в том числе И. Т. Жданова, Н. В. Терликова) была создана в первой половине XIX века местными живописцами.
В музее собрана коллекция работ вышивальщиц, кружевниц, гончаров и резчиков. Также экспонаты музея позволяют проследить эволюцию городского костюма: вышитые рубахи, атласные сарафаны с душегреями конца XVIII века сменяют строгие костюмы с накидками, женские головные уборы, расшитые жемчугом и золотыми нитями кокошники, очелья и платки.
Предметы резного искусства представлены в собрании ковшей, пряничных досок, лампадных крюков и подсвечников.
В одном из разделов экспозиции помещены иконы местного письма, облачения, ткани и другие предметы церковного обихода, образцы деревянной и металлической пластики, резьбы по перламутру. Позолоченные царские врата второй половины XVIII века изображают сцену Благовещения. С религиозной историей края, а также с историей создания кашинских храмов и почитанием Святой Благоверной Анны Кашинской, знакомят документы экспозиции.
В залах музея довольно широко представлено прикладное искусство XVIII—XIX веков — вещи из купеческих домов и дворянских усадеб. Многие из них находились в имении Устиново, принадлежавшем Лихачёвым. Представленные в комплексе настольные часы, канделябры из бронзы и мрамора, гобелены, мебель в стиле позднего классицизма, во многом воссоздающую интерьер дворянской гостиной XIX века.

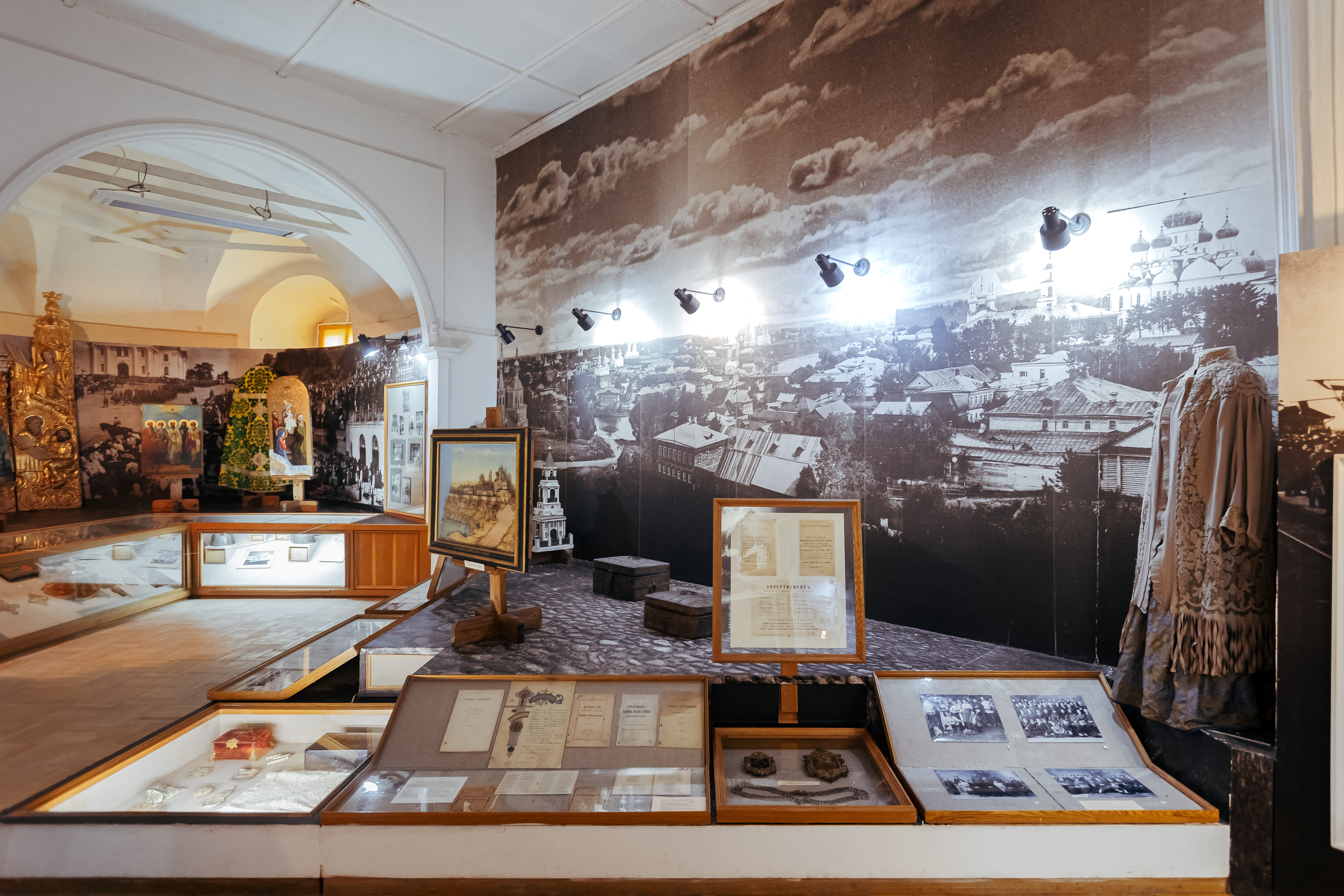
Зал Кашинского краеведческого музея

Музей имеет большую коллекцию фарфора. Севрский фарфор соседствует с Мейсенскими изделиями отечественных заводов Кузнецова, Гарднера, Корниловых, Поповых. Здесь можно увидеть уникальные декоративные колонны и столешницу, на фарфоровых медальонах которых французскими художниками Давидом и Гийоном написаны сюжеты, посвящённые Наполеону.
Возле здания музея сохранились захоронения видного кашинского рода Манухиных. В 2006 году в фамильный склеп был захоронен прах внучки потомственного почётного гражданина Н. И. Манихина историка экономики, профессора МГУ В. А. Андриевской.